# 海因里希二世 (黑森)
海因里希二世（德語：Heinrich II.，1299年—1376年），黑森伯爵，奧托一世之子，1328年至1376年在位。
1321年，海因里希二世與邁森藩侯腓特烈一世的女兒伊莉莎白結婚，有兩個孩子:奧托與阿德海德。1376年海因里希二世去世，由姪子赫爾曼二世繼位。